# Antoni Matuszkiewicz
Antoni Matuszkiewicz (ur. 13 sierpnia 1945 we Lwowie) – polski poeta, prozaik, dramaturg, publicysta, animator życia literackiego. Jako poeta wypowiada się nowocześnie, a zarazem w sposób uduchowiony.
Opozycjonista w okresie PRL-u, 13 grudnia 1981 internowany. Związany ze Świdnicą, następnie ze wschodnią częścią ziemi kłodzkiej. 

## Życiorys
Urodził się we Lwowie w rodzinie nauczycielskiej. W kwietniu 1946 rodzice Władysław i Maria z Alexandrowiczów wyjechali z nim do Olesna na Śląsku Opolskim, gdzie mieszkali do 1948, następnie do Świdnicy, gdzie Antoni ukończył I Liceum Ogólnokształcące im. Jana Kasprowicza. W latach 1963–1968 studiował historię na Uniwersytecie Wrocławskim, jednocześnie brał udział w zajęciach Międzywydziałowego Studium Kulturalno-Oświatowego, należał do ZSP. W latach 1961–1980 społeczny opiekun zabytków PTTK.
W latach 1968–1970 był kierownikiem działu opracowań zbiorów w Miejskiej Bibliotece Publicznej im. Cypriana Kamila Norwida w Świdnicy. W latach 1971–1972 był instruktorem w Świdnickim Ośrodku Kultury. W 1976 ukończył Podyplomowe Studium Muzeologiczne na Uniwersytecie Jagiellońskim w Krakowie. W latach 1973–1979 pracował w Muzeum Dawnego Kupiectwa w Świdnicy; od 1976 jako dyrektor placówki. W latach 1979–1982 był kierownikiem działu naukowo-oświatowego w Muzeum Okręgowym w Wałbrzychu.
Po okresie Internowania, zwolniony z muzeum. W 1982 podjął pracę referenta w Dolnośląskich Zakładach Graficznych w Wałbrzychu, następnie w latach 1983–1985 zatrudnił się jako robotnik w wytwórni świec „Galess” w Świdnicy, w 1985 został na krótko pracownikiem antykwariatu. W latach 1987–1988 był instruktorem działu wydawniczego Wojewódzkiego Centrum Kultury i Sztuki Zamek Książ, w latach 1989–1990 zastępcą redaktora naczelnego „Niezależnego Słowa”.
Po rozmowach Okrągłego Stółu, narodzinach III Rzeczypospolitej i zmianach ustrojowych założył Wydawnictwo „Pluton”, którego właścicielem był w latach 1991–1994. Wydał w nim 20 książek autorów związanych z regionem i klasyków literatury, m.in. Sándor Petőfi, János Pilinszky, Khalil Gibran. W 1995 pracował w Stowarzyszeniu Przyjaciół Dzieci Chorych „Serce” w Świdnicy.
W 1996 przeniósł się ze Świdnicy do Stronia Śląskiego, po roku do Starego Gierałtowa w Górach Złotych, od 2008 mieszka w Martínkovicach koło Broumova w Czechach, niedaleko granicy z Polską.

## Aktywność społeczna i działalność w opozycji
Od 1973 działał w nieformalnie działającym Klubie Inteligencji Katolickiej w Świdnicy (od 1983 zarejestrowanego jako filia KIK w Wałbrzychu). We wrześniu 1980 był współorganizatorem Komitetu Założycielskiego NSZZ „Solidarność” przy Muzeum Okręgowym, później przewodniczącym komitetu zakładowego. W 1981 był założycielem, redaktorem naczelnym, autorem i organizatorem druku niezależnego pisma „Niezależne Słowo” (do grudnia 1981), pisał też do „Solidarności Dolnośląskiej”. Jako działacz Zarządu Okręgu Wałbrzyskiego NSZZ „Solidarność” Dolny Śląsk od 13 grudnia 1981 do 26 lutego 1982 został internowany w ośrodkach odosobnienia w Strzebielinku i w Kamiennej Górze. W 1982 zwolniony z pracy, 1985–1987 bez zatrudnienia. W 1989 brał udział w kampanii wyborczej Komitetu Obywatelskiego „S”.
Przez wiele lat (do 1996, kiedy opuścił Świdnicę) był znaczącym animatorem świdnickiego życia literackiego. Działał w Towarzystwie Regionalnym Ziemi Świdnickiej, był aktywnym członkiem Stowarzyszenia na rzecz Człowieka „ITON”, członkiem zarządów „ITON-u”, Towarzystwa Przyjaciół Doliny Białej Lądeckiej „Kruszynka” w Nowym Gierałtowie i Stowarzyszenia Muzeum Wapiennik w Starej Morawie.
Był opiekunem Świdnickiego Klubu Literackiego „Logos”. Jest promotorem poetów i pisarzy, prowadzi warsztaty poetyckie, opatruje wstępami tomiki innych poetów. Tłumaczy poetów czeskich. Członek założyciel Stowarzyszenia Pisarzy Polskich. Na terenie ziemi kłodzkiej organizował spotkania literackie w ramach Wszechnicy Literackiej SPP. Latem 1999 roku przeprowadził Plener Literacki nad Białą Lądecką. W latach 1999–2000 był redaktorem pisma regionalno-artystycznego „Stronica Śnieżnicka” wydawanego przez Związek Gmin Śnieżnickich.
Z Věrą Kopecką są od wielu lat współorganizatorami Dni Poezji w Broumovie (cz. Dny poezie v Broumově). Na 20. Dni Poezji wydali razem antologię Pegas nad Broumovem, zawierającą wiersze uczestników Dni w z lat 2010–2019 (55 pisarzy, głównie czeskich, słowackich i polskich oraz z Bułgarii, Grecji, Litwy, Rosji, Ukrainy i Wietnamu), które zostały opublikowane w języku czeskim, słowackim i polskim. W tym samym czasie w Broumowie organizowano seminaria, spotkania, dyskusje – w Czechach (m.in. w Pradze i Hradcu Králové) oraz w Polsce. W 2021 odbyła się ich 22. edycja.

## Twórczość
W 1972 w miesięczniku „Odra” ukazały się po raz pierwszy jego wiersze. Autor ponad trzydziestu tomów poezji, prozy poetyckiej i dramatów. Opublikował też niemal sto artykułów, tekstów i recenzji m.in. w następujących periodykach: „Borussia” (Olsztyn), „Dialog” (Warszawa), „Format” (Wrocław), „Fraza” (Rzeszów), „Krasnogruda” (Sejny), „Tytuł” (Gdańsk), „W drodze” (Poznań), „Więź” (Warszawa) i in.
Poezja Antoniego Matuszkiewicza jest medytacyjna, pełna emocji, nieobojętna na szczegół, na otoczenie człowieka i natury. Często opisuje przestrzeń spotkania z Bogiem, a tradycję bibilijną i chrześcijańską rozpatruje w nowej, bardzo osobistej teologii.
Poeta, pisarz i krytyk literacki Karol Maliszewski uważa, że Antoni Matuszkiewicz wypowiada się na swój sposób (poeta własnego głosu i jednego tematu), awangardowo, a zarazem w sposób uduchowiony (jakby nowoczesny artysta usiłował pogodzić [...] odkrywczą metaforykę z czymś odwiecznym, z czymś w rodzaju mistycznej formacji duchowej). Wiersze Matuszkiewicza bezustannie mówią o miłości, przy czym
Matuszkiewicz nie wyrzeka się ciała. [...] W tomiku z 1989 roku, zatytułowanym ‘Nowy Rok’, nie tylko prześwituje nagie ciało kobiece, ono chwilami mówi pełnym głosem. To poeta stwarza mu możliwość wypowiedzenia się.
Ważną cechą wypowiedzi poety jest świadomość lwowskich korzeni i ekumeniczna mitologia pojednania Polaków, Ukraińców, Żydów. Z drugiej strony tropi ślady zazębiania się kultur śląskich w odmianie niemieckiej, czeskiej i polskiej, intryguje go fenomen sąsiedztwa kultur. Realia poetyckie bierze z sąsiedztwa. Bielice („ostatnia wioska na skraju ojczyzny”), Błędne Skały, Broumov, Gierałtów, Góry Sowie, Góry Złote, Kłodzko, Nowa Ruda, Ślęża, Śnieżnik i Wambierzyce są dla poety rezerwatem lokalności otwartej na uniwersalność.

## Prywatnie
Jest mężem Iwony Matuszkiewicz. Od 2008 mieszka w Martínkovicach koło Broumova (Czechy).

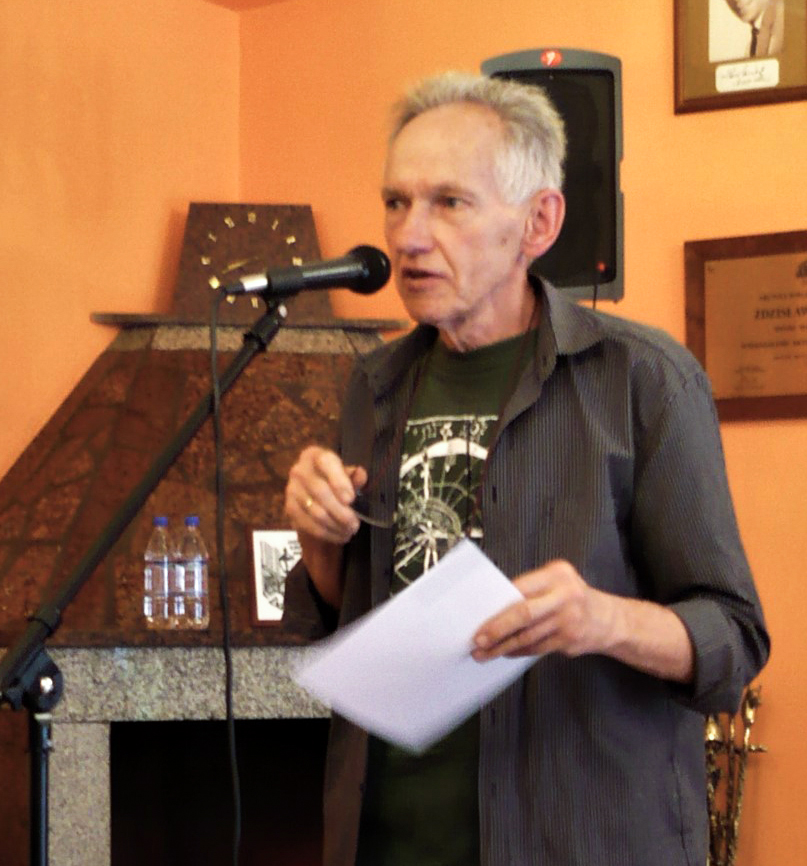
Antoni Matuszkiewicz (2016)
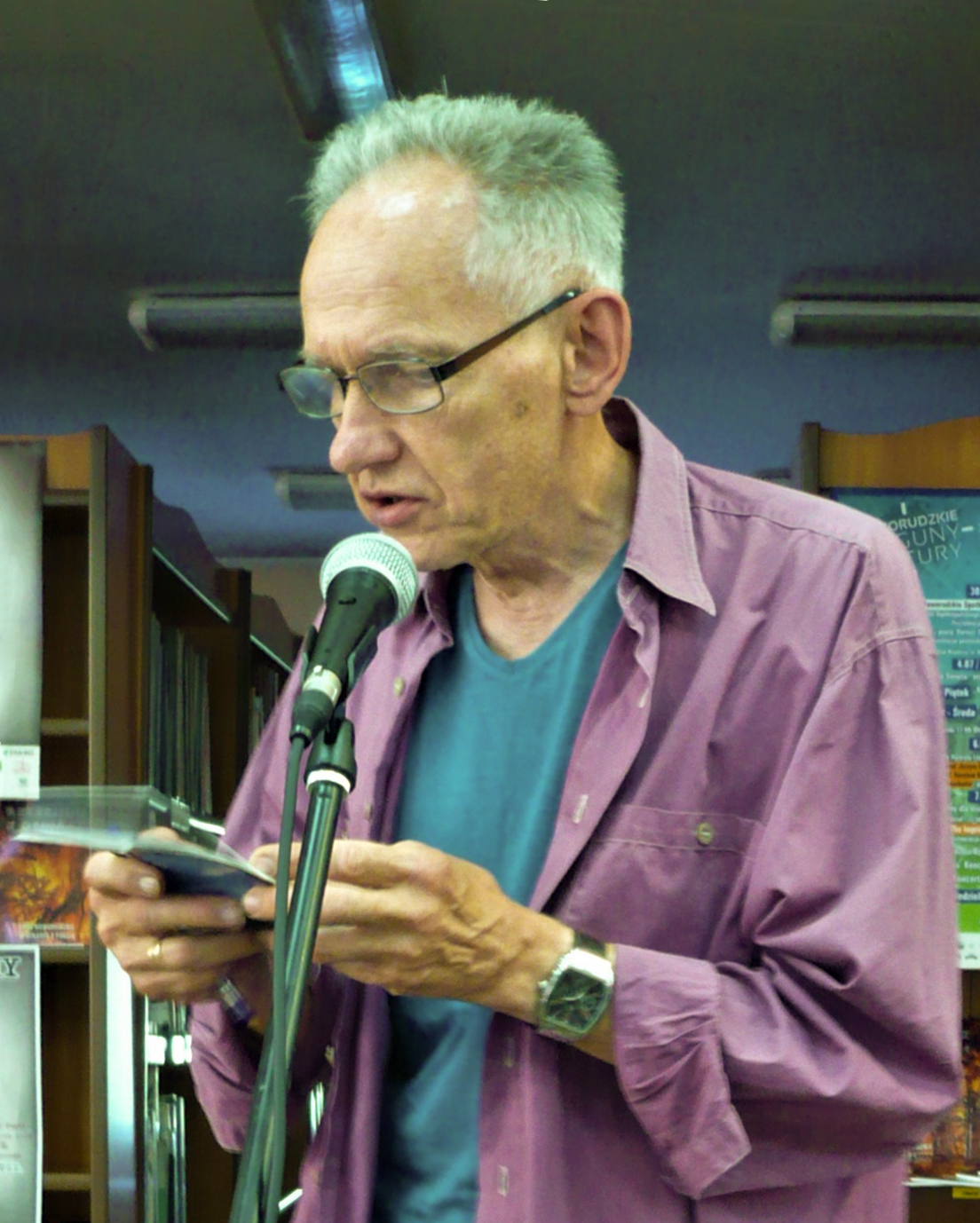
Antoni Matuszkiewicz (2017)
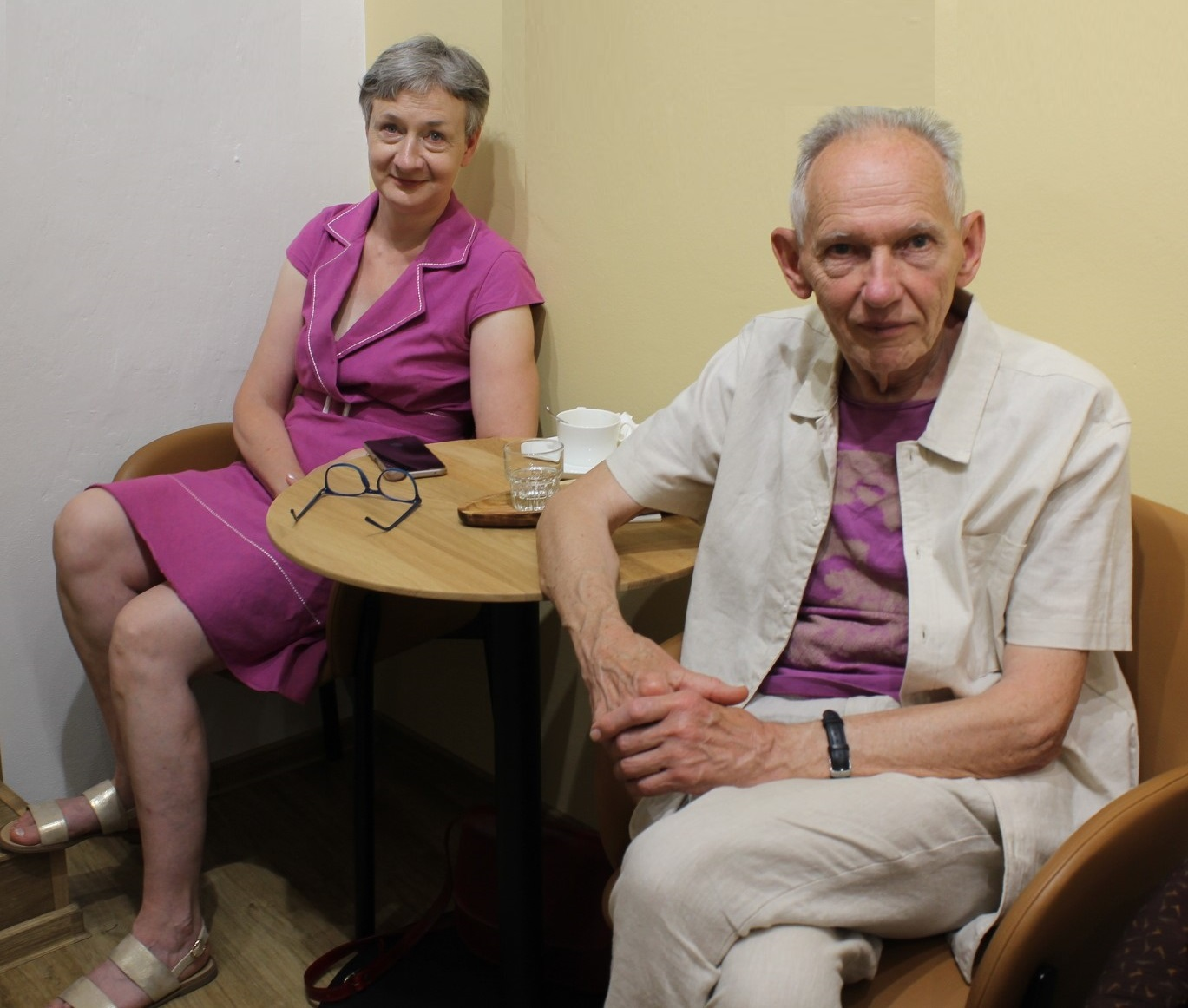
Iwona i Antoni Matuszkiewiczowie (2024)

## Utwory
Wybór

### Poezja
1. Tropy. Kolumb, Wałbrzyski Klub Literacki ZLP; Wydział Kultury i Sztuki UW, Wałbrzyskie Ścieżki Literackie, Wałbrzych 1979, OCLC 1260326955,
2. Czyste powietrze,Wydawnictwo Ossolineum,  Wrocław 1980, OCLC 69296955,
3. Lżejsze od Ziemi, Zakład Narodowy im. Ossolińskich, Wrocław 1982, ISBN 978-83-04-01053-6
4. Rebeka, Wojewódzkie Centrum Kultury i Sztuki Zamek Książ, Wałbrzych 1988, OCLC 804624383,
5. Nowy Rok, rys. Stefana Gargały, nakład autora, Świdnica 1989, OCLC 804455645,
6. Spojrzeć najdalej, Wyd. Pluton, Świdnica 1991, OCLC 834073617,
7. Droga do Iwonicza, Wyd. Pluton, SPP, Świdnica 1993, ISBN 978-83-900280-9-5.
8. Eden, Wyd. Pluton, Świdnica 1994, ISBN 978-83-85807-03-2.
9. Vox celestis, Stowarzyszenie Pisarzy Polskich, Wrocław 2000, ISBN 978-83-911706-2-5.
10. Błękitne przeciwstawienie, rys. Józefa Hałasa, Mamiko, Nowa Ruda 2001, ISBN 978-83-915155-1-8.
11. Berberys. Wiersze dolnośląskie,  OW „Atut”, Wrocław 2003, ISBN 978-83-89247-42-1.
12. Wysokie kamienie, Wydawnictwo Ziemia Kłodzka, Nowa Ruda 2006, ISBN 978-83-60923-01-6[8][14]
13. Arkusz bialski (z wierszy 1996–2006), Stowarzyszenie Pisarzy Polskich, Wrocław 2007, ISBN 978-83-89898-27-2.
14. Opisanie małego świata, fot. Agnieszka Ziembińska,  Wydawnictwo Miniatura, Kraków 2011, ISBN 978-83-7606-231-0.
15. Piasek pokory, Copia Studio Poland Mikołaj Rybczyński, Puszczykowo 2014, OCLC 932208178,
16. Ultima Tholen, tekst równol. pol. i czes., przekł. na czeski Věra Kopecká, Wydawnictwo Maria,  Nowa Ruda 2014, ISBN 978-83-64868-07-8.
17. Pod Wielką Sową. Echa z Gór Sowich (z Věrą Kopecką), OKiS; Stowarzyszenie Komitet Obywatelski Ziemi Kłodzkiej, Wrocław - Nowa Ruda 2017, ISBN 978-83-65892-03-4.
18. Wiersze o ziemi i niebie, Kłodzkie Towarzystwo Oświatowe;  Usługi Poligraficzne Bogdan Kokot vel Kokociński, Kłodzko - Nowa Ruda 2017, ISBN 978-83-948803-4-7.
19. Wybór tekstów, „Dyskurs. Pismo Naukowo-Artystyczne ASP we Wrocławiu”, nr 25, s. 254–275, 2018, ISSN 1733-1528[5]
20. ...przeszłyby nad nami wody wezbrane, Par. rzym.-kat. pw. Wniebowzięcia Najświętszej Maryi Panny, Krzeszów 2022, ISBN 978-83-959553-3-4.
21. Wieszczyna i okolice, Krzeszów 2023, ISBN 97883652669401.

### Dramaty
- Pokutny krzyż, „Dialog”, nr 36 /1 (1991), s. 12–38, nagroda w konkursie Ministerstwa Kultury i Sztuki i Teatru Polskiego we Wrocławiu w 1990, premiera w Teatrze Polskiego Radia[15][16][7][4]
- Pokaz mody, „Dialog”, nr 37 /6 (1992) s. 51–55[15][16][2],
- Hotel Europa[16][4],
- Monsignore[16][4],
- Efekt[16],
- Pan Sziwa, słuchowisko emitowane przez Polskie Radio Wrocław[16][7][2][4],
- Efekt Dopplera (słuchowisko) emitowane przez Polskie Radio Rzeszów, II nagroda w konkursie PR Rzeszów w 2001[2]

### Proza
- Góry Kamienne, Wydawnictwo Literackie, Kraków 1986, ISBN 978-83-08-01611-4.
- Dochodzenie, Atena, Świdnica 1998, ISBN 978-83-909844-0-7.
- Subatlantyk. Widziane ze Złotych Gór,  Świadectwo, Bydgoszcz 2000, ISBN 978-83-87531-63-8.
- Znad Czarnego Wierchu (fot. A. Matuszkiewicz, Věra Kopecká), Broumov 2015 ISBN 978-80-88040-05-7.
- Bezustanny. Wobec pisarstwa Mariana Jachimowicza (esej), Marian Jachimowicz,  Powiatowa i Miejska Biblioteka Publiczna „Biblioteka pod Atlantami” Seria: Waldenburgiana, Wałbrzych 2016 ISBN 978-83-88257-32-2.

### Redakcja antologii, wywiady
- Cień serca,  Miejska Biblioteka Publiczne im. Cypriana Norwida; Urząd Miejski, Świdnica 1995, OCLC 749848577,
- Almanach Wałbrzyski, Wojewódzka Biblioteka Publiczna,  Wałbrzych 1997, ISBN 978-83-906776-4-4.
- Świadomość światła, wywiad z Andrzejem Szyszko-Bohuszem (ilust. Alicja Szyszko-Bohusz-Dobosz),  Fundacja Wspierania Inicjatyw Regionalnych, Świdnica 2000, ISBN 978-83-913829-0-5.
- Pegas nad Broumovem. Antologie poezie účastníků Dnů poezie v Broumově 2010–2019 (z Věrą Kopecką), Broumov 2019 ISBN 978-80-88040-46-0.

### Wybory wierszy w językach obcych
- Básničky v zrcadle / Wiersze w lustrze (z Věrą Kopecką, ilustr. Yola Rybczynska), Město Broumov, Broumov 2009, ISBN 978-80-254-4297-5.
- Básně o zemi a nebi, přeložila Věra Kopecká,  Kłodzkie Towarzystwo Oświatowe;  Usługi Poligraficzne Bogdan Kokot vel Kokociński, Nowa Ruda - Kłodzko 2017, ISBN 978-83-948803-5-4.
- Nade mnou hluboké nebe, redakce a překlad Věra Kopecká, Město Broumov, Broumov2009, ISBN 978-80-254-4671-3.
- Ultima Tholen, přeložila Věra Kopecká,  Wydawnictwo Maria, Nowa Ruda 2014, ISBN 978-83-64868-07-8.
- Cesta do posvátného háje. Antologie polsko-českého příhraničí = Droga do Świętego Gaju. Antologia polsko-czeskiego pogranicza (z Věrą Kopecką), Usługi Poligraficzne Bogdan Kokot vel Kokociński, Nowa Ruda 2016, ISBN 978-83-945665-9-3.

### Przewodniki
- Muzeum Dawnego Kupiectwa w Świdnicy,  Muzeum Dawnego Kupiectwa, Świdnica 1977, OCLC 835925370
- Das Museum der Alten Kaufmannschaft in Świdnica [hrsg. anlässl. d. 10-jährigen Bestehens d. Museums in Świdnica] (fot: Edward Wójcik; Ryszard Michalak. przekł. Bożena Lysoń),Muzeum Dawnego Kupiectwa, Świdnica 1977, OCLC 74828393
- Kościół św. Stanisława i św. Wacława w Świdnicy / Die Pfarrkirche st. Stanislaus und Wenzeslus in Schweidnitz (redakcja), (tekst: Edmund Nawrocki, przekł. Horst Adler), Wyd. Pluton, Świdnica 1991, OCLC 812691498.

## Nagrody i odznaczenia
- Krzyż Oficerski Orderu Odrodzenia Polski (2021)[17]
- Krzyż Wolności i Solidarności (2022)[18]
- Członek honorowy Polsko-Czeskiej Grupy „Poeci ’97” (2001)[2]
- Nagroda Honorowa im. Jana Pawła II za wybitne zasługi w pracy na rzecz porozumienia i współpracy międzynarodowej w duchu chrześcijańskim – przyznana przez Komitet Organizacyjny Polsko-Czeskich Dni Kultury Chrześcijańskiej (2020)[2].